# 隆都
隆都是指中华人民共和国廣東省中山市沙溪鎮，大涌鎮。隆都也是很多海外華僑的家鄉。隆都人常使用隆都話。

## 歷史
- 1152年 香山縣成立，龍眼都是其中一個都。
- 1827年 龍眼都改為隆都。
- 1880年 隆都改為隆鎮。
- 1910年 隆鎮改為香山縣第二區。